# 中央大学多摩キャンパス

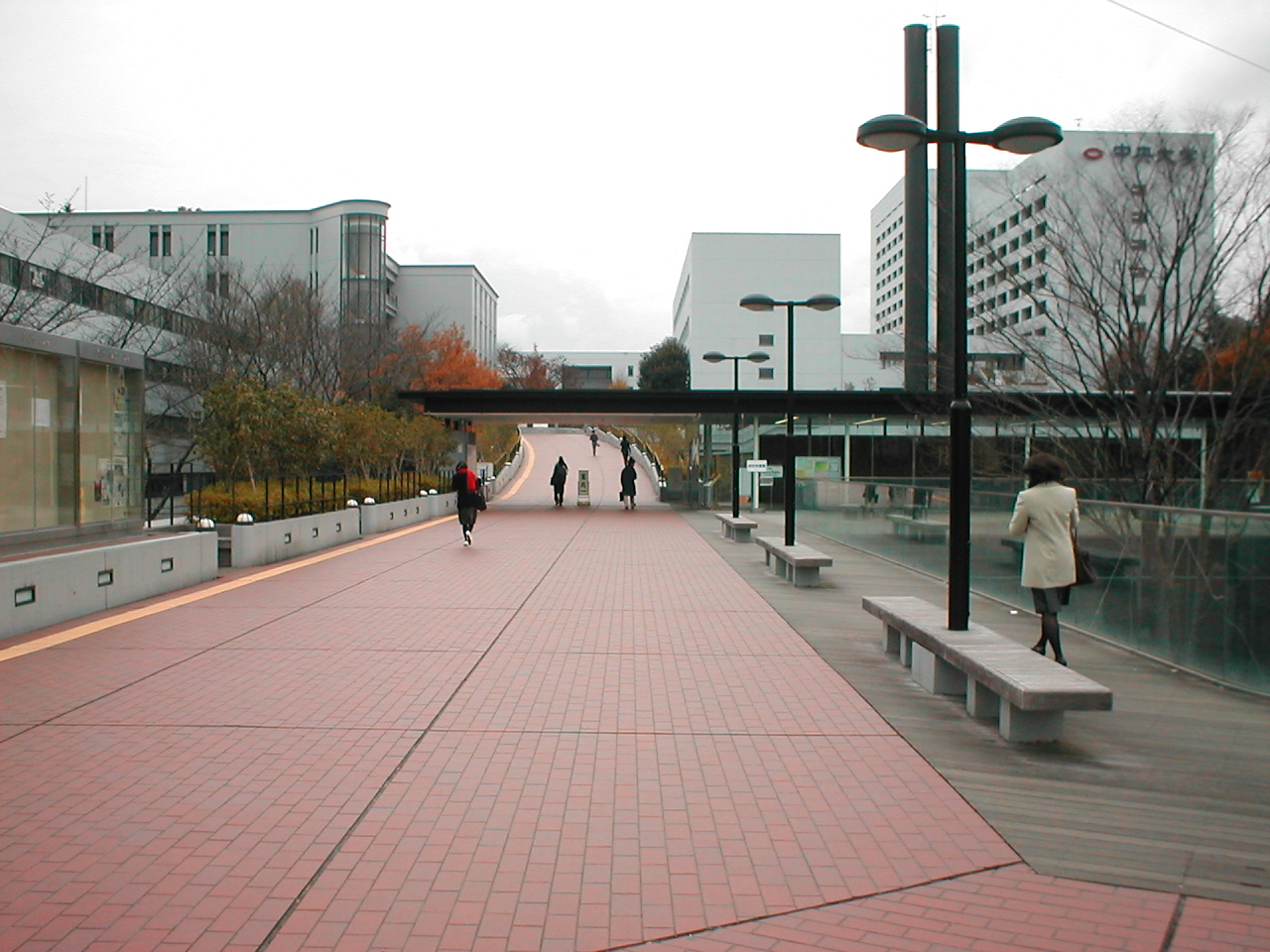
多摩都市モノレール中央大学・明星大学駅付近の様子

中央大学多摩キャンパス（ちゅうおうだいがくたまキャンパス）は、1977年6月に竣工し1978年より使用されている中央大学のメインキャンパスである。中央大学の本部が位置している。

## 概要
東京都八王子市東中野742番地1にあるキャンパス。多摩丘陵の中に位置している。八王子八十八景のひとつ。キャンパスへのアプローチ通路の一部は、東京都日野市にまたがっている。1960年の用地取得当初は由木村であったことから、「由木村校地」と呼ばれた。1964年に由木村の八王子市への合併が行われたため、所在地の広域名称から「多摩校地」と呼ばれるようになった（1965年12月から）。大学本部、法学部以外の文系学部、法科大学院以外の文系大学院施設、運動施設等が存在する。
かつては千代田区神田駿河台に本部とメインキャンパスが位置していたが、広いキャンパスと豊かな自然を求めて当地に郊外移転した。また、中央大学多摩キャンパスは大学の郊外移転の嚆矢となり、その後広島大学や東京都立大学、九州大学などがメインキャンパスを完全に郊外に移転し、早稲田大学や慶應義塾大学、青山学院大学が都心にキャンパスを残したまま、郊外キャンパスを開設した。その後、受験生を獲得する目的から私立大学を中心に2000年代から大学の都心回帰が始まり、実際に受験生が増加した大学も見られた。都心回帰の流れの中で、2023年4月、本学の看板学部である法学部と大学院法学研究科が東京都文京区の茗荷谷キャンパスに移転した。

## 歴史
前身の英吉利法律学校が1885年に開校して以来神田錦町に所在した中央大学であるが、校地・校舎が狭隘であったことから、関東大震災での罹災にあわせて1926年に駿河台南甲賀町（のちの神田駿河台）に移転した。その神田駿河台も高度経済成長期の学生の大幅な増加により、大学設置基準を満たせないこととなり、この対応として1960年、1961年、1965年に由木村に土地を購入していた。当初購入候補地としては、このほかに米軍が接収・使用していた埼玉県朝霞町の国有地も候補に入れられていた。そして1966年5月30日の評議員会で将来的には多摩校地に体育施設および教養課程を移転するという方針が議決されて造成工事を開始した。これにともない1967年にも土地を購入してほぼ現在の敷地面積となった。
1960年代後半にいわゆる神田カルチェ・ラタン闘争にみるように学生運動が激しさを増すと、その中心的存在であった中央大学でも学生が駿河台キャンパスの校舎を占拠して授業や試験の実施が不可能となり、1969年7月多摩校地にプレハブの仮設校舎が完成し、文学部が授業を行った。この時期から多摩校地への移転が具体的に検討され始め、1973年12月16日の評議員会で法・経・商・文学部の昼間部の多摩校地への移転が正式に議決された。当初の体育施設および文系4学部の教養課程の移転計画から専門課程も含めた文系全学部全学年の移転計画へと変更されてはいたが、この時点では駿河台キャンパス、後楽園キャンパスはそれぞれ夜間部、理工学部用としてそのまま残し、多摩キャンパスの建設費は借金と都心に点在する飛び地のみの売却で賄う予定であった。1974年に校舎建設のための予算が組まれて翌1975年4月から工事が開始されたものの、折からのオイルショックによって建設資材が高騰し、またオイルショック終息後には東京都の地価抑制策によって飛び地の売却額が当初見込みを大幅に下回ることになった。そのため1976年5月30日の評議員会でやむなく駿河台キャンパスに残す予定であった夜間部も多摩キャンパスへと移転させて、駿河台の敷地を売却する計画への変更が議決された。
多摩キャンパスの設計は久米建築事務所が担当し、多くのゼネコンが参加する巨大プロジェクトとなった。
- A工区 - 大成建設、大林組、フジタ工業、戸田建設、佐藤工業
- B工区 - 鹿島建設、清水建設、竹中工務店、間組、熊谷組

道路、電気、上下水道など全てを一から作り上げる工事はさながら一つの街作りのようであり、完成は1977年11月であった。
キャンパスの移転事業は学内では「多摩移転」と呼ばれたが、一部学生の反対運動やストライキも起き、学年末試験がレポート提出に切り替えられた。結局、昼間部は1978年、夜間部は1979年に移転したが、このとき移転したのはいずれも3年生以下で、4年生だけが駿河台校地に残った。これは、該当する学生の入学時に、移転を予告できなかったためである。このため駿河台が完全閉鎖されたのは1980年3月となった。
移転事業は、大規模総合大学の郊外移転という共通項から、同時期に先行して実施された東京教育大学の閉学および筑波大学の開学とオーバーラップして語られることも多く、文部省が考える新時代の大学モデルとして、新しい大学のあり方や経済効果まで、マスコミや地元の大きな関心を呼んだ。
実際には、筑波大学と違って、移転前後で大学の名称はもちろん、学部、学科の組織になんら変更はなく、学生寮も建設されないなど、大きな相違点があった。
- 東西約1300m、南北約450m[7]
- 敷地面積：488,000m2(竣工当時)[7]
- 建築面積：66,000m2[8]
- 延床面積：175,0002[7]
- 建築業協会による第20回（1979年）BCS賞受賞[9]

## 周辺地域
多摩キャンパスは東京都多摩地区に広がる多摩ニュータウンの周辺に所在している。かつて南多摩郡由木村は未発達な地域であったが、移転以来の30年の間にニュータウンの都市基盤整備も進み、現在多摩都市モノレール線の中央大学・明星大学駅周辺は中央大学、明星大学、帝京大学や資格試験予備校を中心とした閑静な住宅街が形成されている。

## アクセス
多摩キャンパス設置当初は京王線多摩動物公園駅からの徒歩および聖蹟桜ヶ丘駅からのバスで通学するしかなかった。少し遅れてJR中央線豊田駅からのバスも開通したが、交通の便が圧倒的に悪かった。しかし1990年には小田急多摩線と京王相模原線がそれぞれ全線開通し、2000年には新たに開業した多摩都市モノレール線の中央大学・明星大学駅の改札口がキャンパス東門（新設）と接続されたことでアクセスは多少向上した。
モノレール口、東門
- 多摩都市モノレール中央大学・明星大学駅下車、すぐ（駅直結）。しかし、キャンパスが広大なため、教室棟や大教室棟までの移動に時間がかかる。
- 多摩センター駅から京王バス豊33系統（豊田駅南口行）または多18系統（大塚住宅循環線）に乗り「中大隧道」で下車、徒歩3分。
- 豊田駅南口から京王バス豊33系統（多摩センター駅行）または、多摩センター駅から多18系統に乗り「明星大学南」で下車、徒歩2分。

北門
- 京王動物園線多摩動物公園駅で下車、徒歩10分ほど。

正門、西門
- 多摩センター駅から京王バス豊32系統または豊33系統に乗り「中央大学」下車。
- 豊田駅南口から京王バス豊32系統または豊33系統に乗り「中大西門」または「中央大学」下車。

多摩都市モノレール開業前はJR八王子駅・JR橋本駅・京王線京王堀之内駅・京王線聖蹟桜ヶ丘駅・京王線多摩動物公園駅からも京王電鉄バスが運行されていたが、いずれも廃止されている。また廃止を免れた唯一のバス路線である豊32系統も、モノレール開業に伴い毎時2～4本に大幅減回された。
なお多摩キャンパスは東京都八王子市に所在しているが、同市の中心駅であるJR八王子駅・京王八王子駅から公共交通機関を利用する場合は必ず他の市（日野市・多摩市など）を経由しなければならない。自動車によるアクセスの場合でも最短ルートを通る場合は日野市平山地区を経由することになる。

## 施設
多摩キャンパスには本部棟・研究棟・各学部棟・大学院棟を始め、学生棟や生協棟など計22棟の建物の他、体育館、陸上競技場、サッカー場、屋内/屋外プール、弓道場などが整えられている。ただ、安保闘争が激しかった時期に設計されたためか、妙な設計もところどころに見られる。
- ペデストリアンデッキが設けられている。
- キャンパスの面積に比して門扉が少なく、ロックアウトが容易にできる。
- 本部棟は学部棟から若干離れており、非常時には窓にシャッターを降ろして籠城できるようになっている。
- 学生棟をキャンパスの隅に配置し、学部棟から隔離している。
- 学生棟はサークル活動の規模に比べて手狭に作られ、学生が溜まりにくいようにできていた。
- キャンパス全体の建物配置は、学生が集会等を開きにくくするという思想の下に計画された。

現在、同キャンパス内には以下の諸施設が設置されている。

### 教学施設

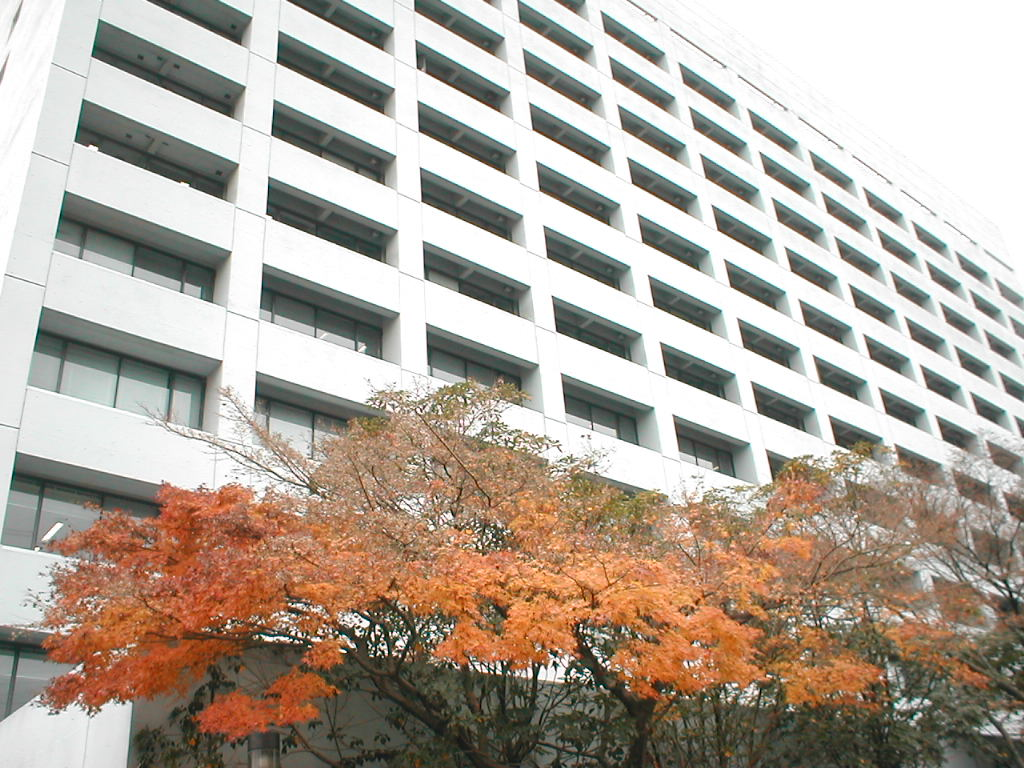
2号館の様子（写真は耐震工事前）

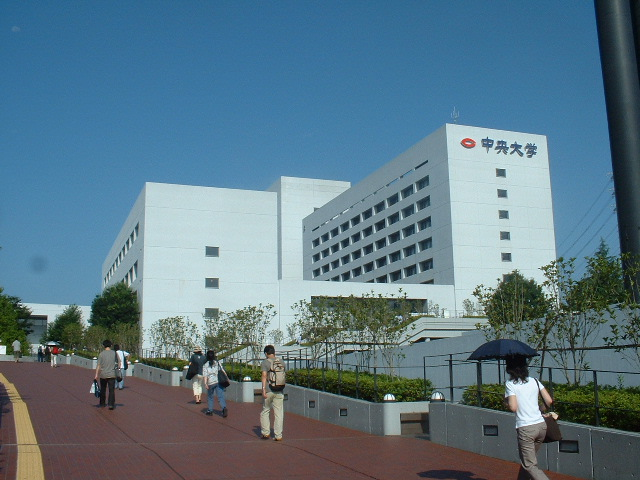
3号館（文学部棟）の様子

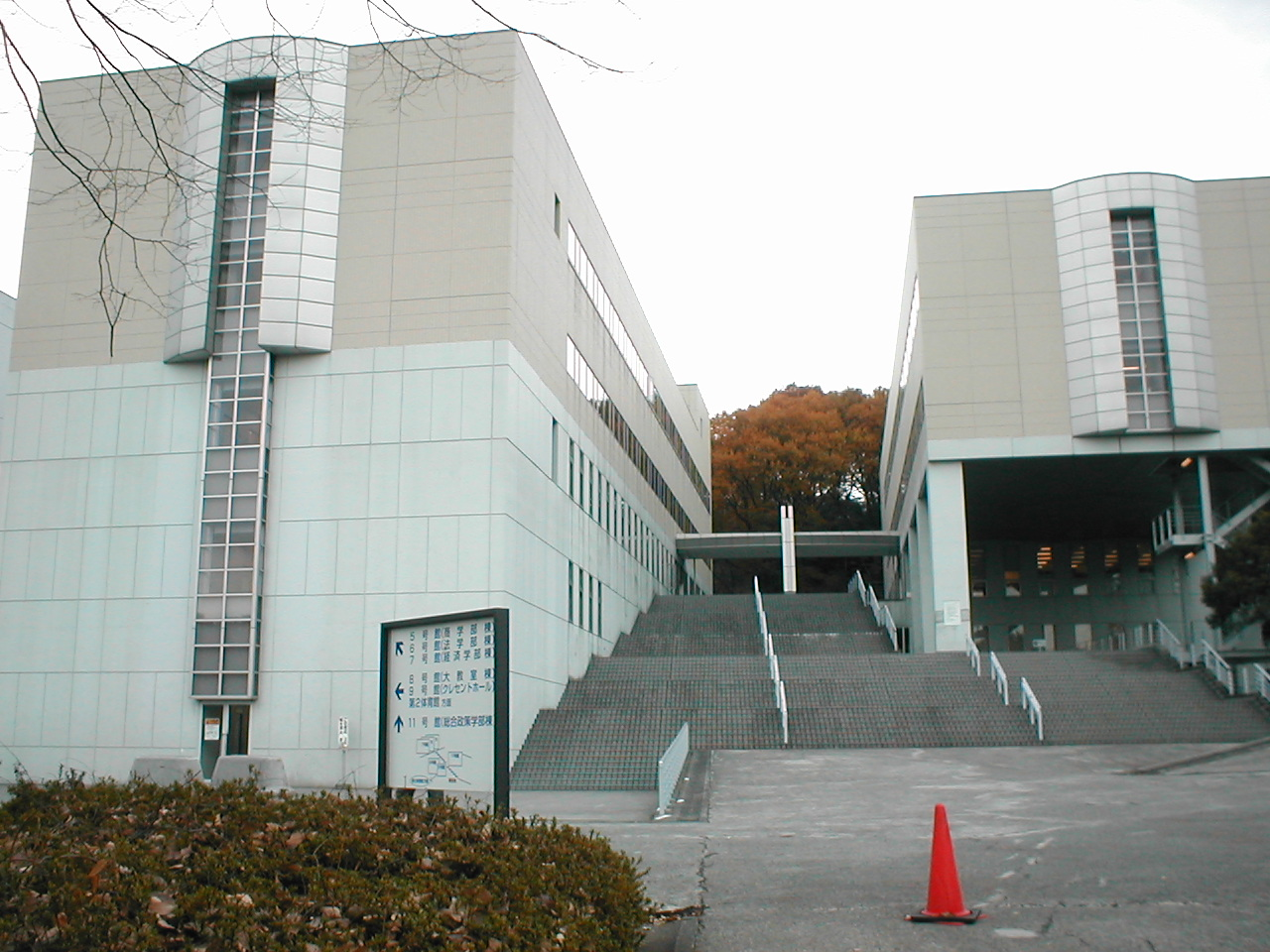
11号館（総合政策学部棟）の様子

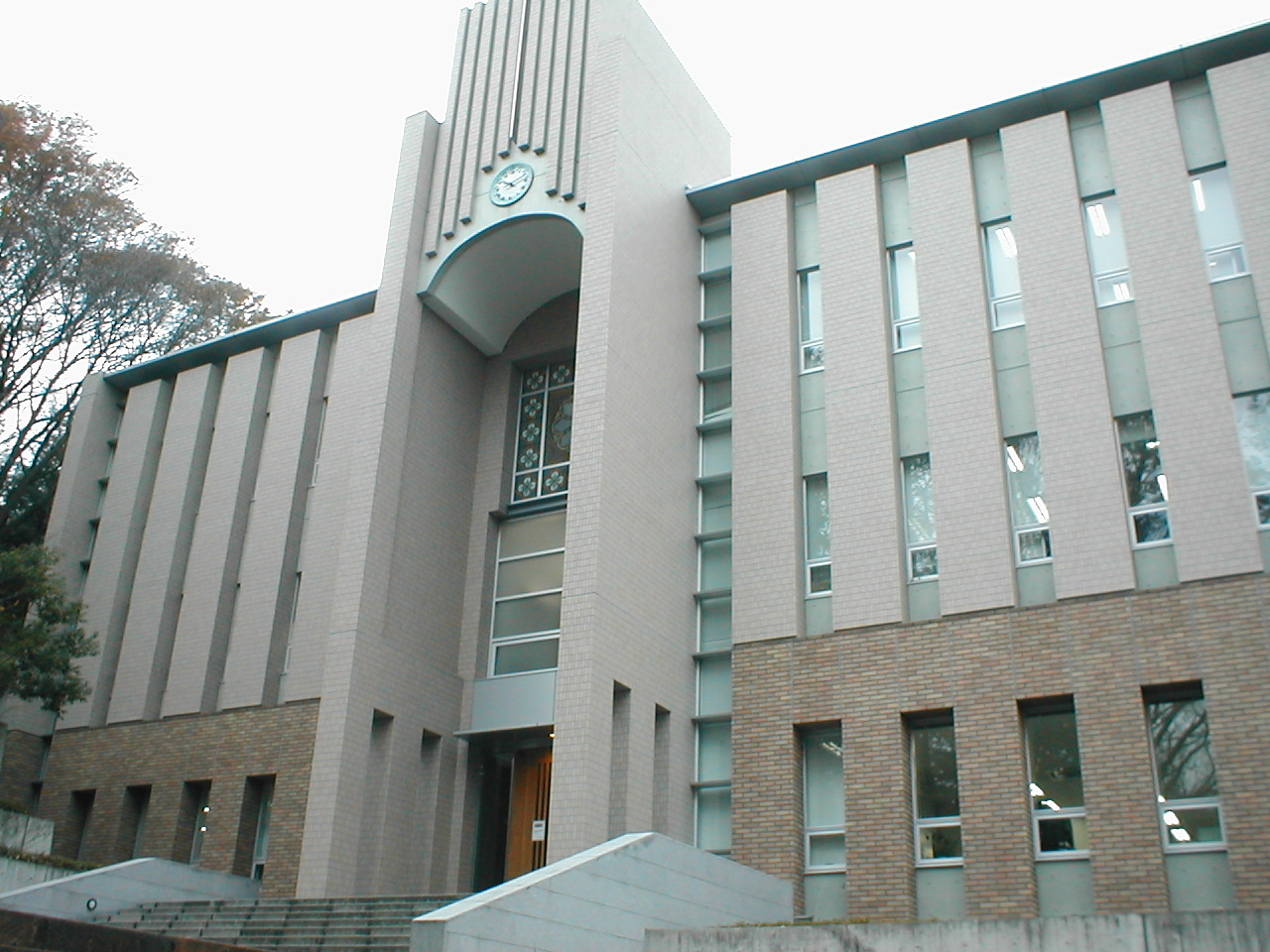
炎の塔外観

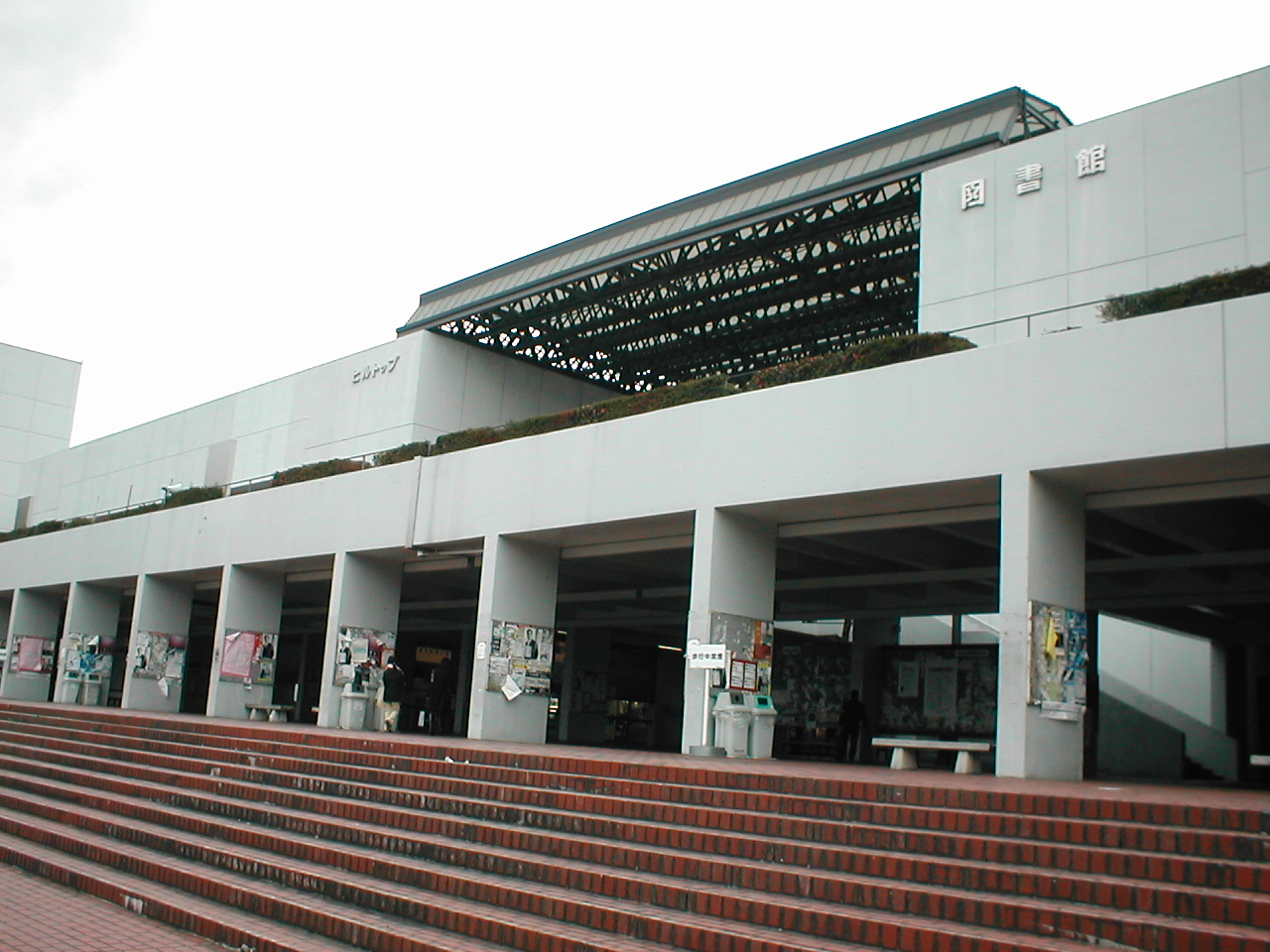
中央図書館（写真右）、セントラルスクエア（写真中央）、ヒルトップ（写真左）

- 1号館：大学の各事務部署や会議室がある。5階建てで、来賓客用施設も設けられている。また東部分には教職員食堂や入学センターもある。
- 2号館：多摩キャンパス内で最も高い地上12階建てであり、主に教員や大学院生用の研究室として使用される。他には保健センターや視聴覚教室などがある。
- 3号館：文学部棟・国際経営学部棟として使用されている。小教室から大教室まであり、二棟に分かれている。また、中央大学・明星大学駅から最も近い学部棟である。校舎上部には中央大学のマークがある。
- 4号館：サークル棟と学生研究室として使用されている。5階建てであり、2006年全室冷暖房化が実施された。2019年には学生研究室棟の改修工事が実施され、アカデミックラウンジ等が設置された。サークル棟内部には、学生運動時代の落書きや張り紙が今もなお残されており、棟内のいたる所で目にすることができる。
- 5号館：商学部棟として使用されている。地下2階・地上7階建てで、1階に学部事務室と教員控室、3階に学部専用図書室がある。建物の基本設計および内部構造は6、7号館とほぼ共通であり、6号館とは通路で連結もされている。地下部分は、厚生課や学生課として利用されている。
- 6号館：元法学部棟。１階には、通信教育部の事務室が入っている。1階～2階の中教室は、商学部・経済学部等が使用している。
- 7号館：経済学部棟として使用されている。6号館と通路で連結されている。
- 8号館：大教室棟。3階建てで左右2棟からなる建物である。400～500人収容の教室を21室備えている。夜間は中央大学経理研究所の授業でも使用される。
- 9号館：移転当初は「大大教室棟」と呼ばれ、行事がないときは室内を3分割して、大教室として使用する計画であった。しかし、間仕切りの設置収納に予定以上の手間と時間がかかり、この計画を断念。その後「クレセントホール」（名前の由来は建物が三日月状～実際は半月状～をしていることから。）という愛称が命名され、主に講演会や学園祭でのライブ会場として使用されている。多摩キャンパス最初の入学式と卒業式は、学部ごとに時間をずらしてここで行われた。また、学園闘争以来約20年間にわたった学友会「仮執行体制」を終焉させた1988年1月30日の「対学友会会長（＝学長）大衆会見」も、このホールで行われた。収容人数は2,200人。
- 10号館：通信教育部棟。多摩キャンパス正門を出た前にある。かつては中央大学内郵便局もここにあったが、中央大学・明星大学駅の開業に伴い同駅前に移転。
- 11号館：1993年に総合政策学部棟として建設された。学部棟としては最も新しい。
- 中央図書館：蔵書数約200万冊。1階は書庫、2階、4階が開架図書室、3階が自習スペースである。電卓・パソコン使用可能なスペースが設定されている。国連寄託図書館、EU情報センターであることから、国際資料も充実している。
- 多摩学生研究棟：通称「炎の塔」。2002年に125周年記念事業の一環として建設された、難関国家試験を目指す学生専用の課外授業施設・自習施設である。主に法職講座、経理研究所が使用している。建物のデザインは、駿河台にあった大学院図書館を模しており、正面ステンドグラスは駿河台時代の建物から移された物である。
- グリーンテラス：2003年に創立125周年記念事業の一環として建設された。キャリアセンター、クレセントアカデミー、中央大学内郵便局が入っている。2018年にはスターバックスコーヒー中央大学店が開店した。
- FOREST GATEWAY CHUO：2021年供用開始された新棟。仮称は学部共通棟であった。学部を超えた教育活動に寄与するための施設として、グリーンテラス奥のエネルギーセンター敷地において新たに整備された。

### 福利厚生施設

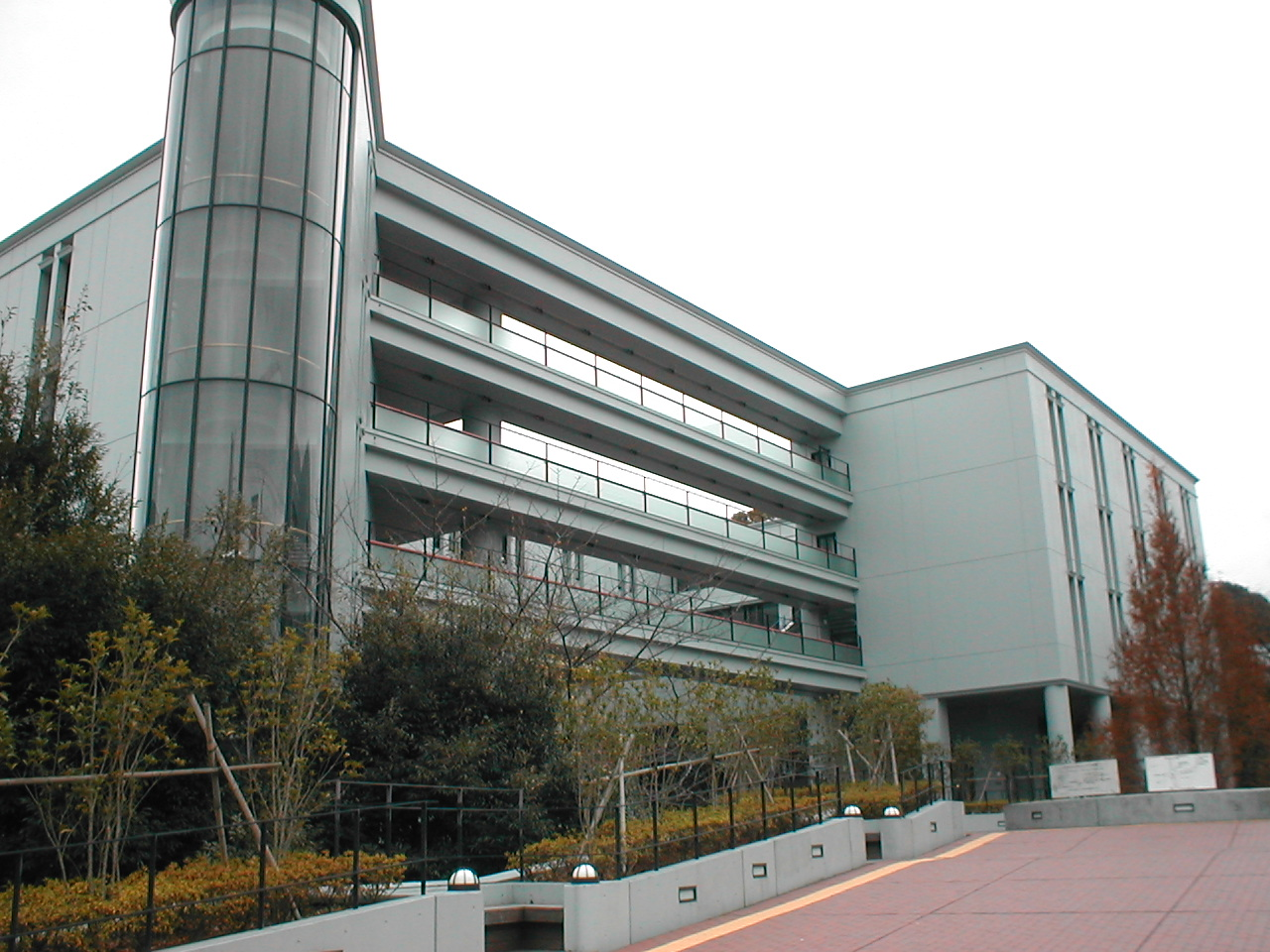
Cスクエアの外観

- ヒルトップ：学食専用棟で4階建て1棟をまるごと使用しており、国内最大の学生食堂である。施設内には10の店舗で3300席を超える席があるが、これらに加えて一号館には教職員食堂がある（学生の利用可）。また2003年に建設された学生生活関連棟「Cスクエア」にもベトナム料理を中心とする店舗が設置された。2023年5月、ヒルトップ1階に「セブン-イレブン　中央大学多摩キャンパス店」が開店した。
- セントラルプラザ:ヒルトップと中央図書館の間に位置し、1階部分には生協の店舗が入っている。上部はペデストリアンデッキと接続している多目的広場。かつてプロジェクト・ナスカという学生グループ（美術研究会や演劇研究会のメンバーを中心とする）が、ここに巨大な地上絵を描いたことがあった。
- Cスクエア：2003年に創立125周年記念事業の一環として建設された。学生活動の拠点として利用されており、内部にはサークル部室、音楽練習室、板張り練習室、シャワー室、ホール、カフェ等が設置されている。

### 運動施設

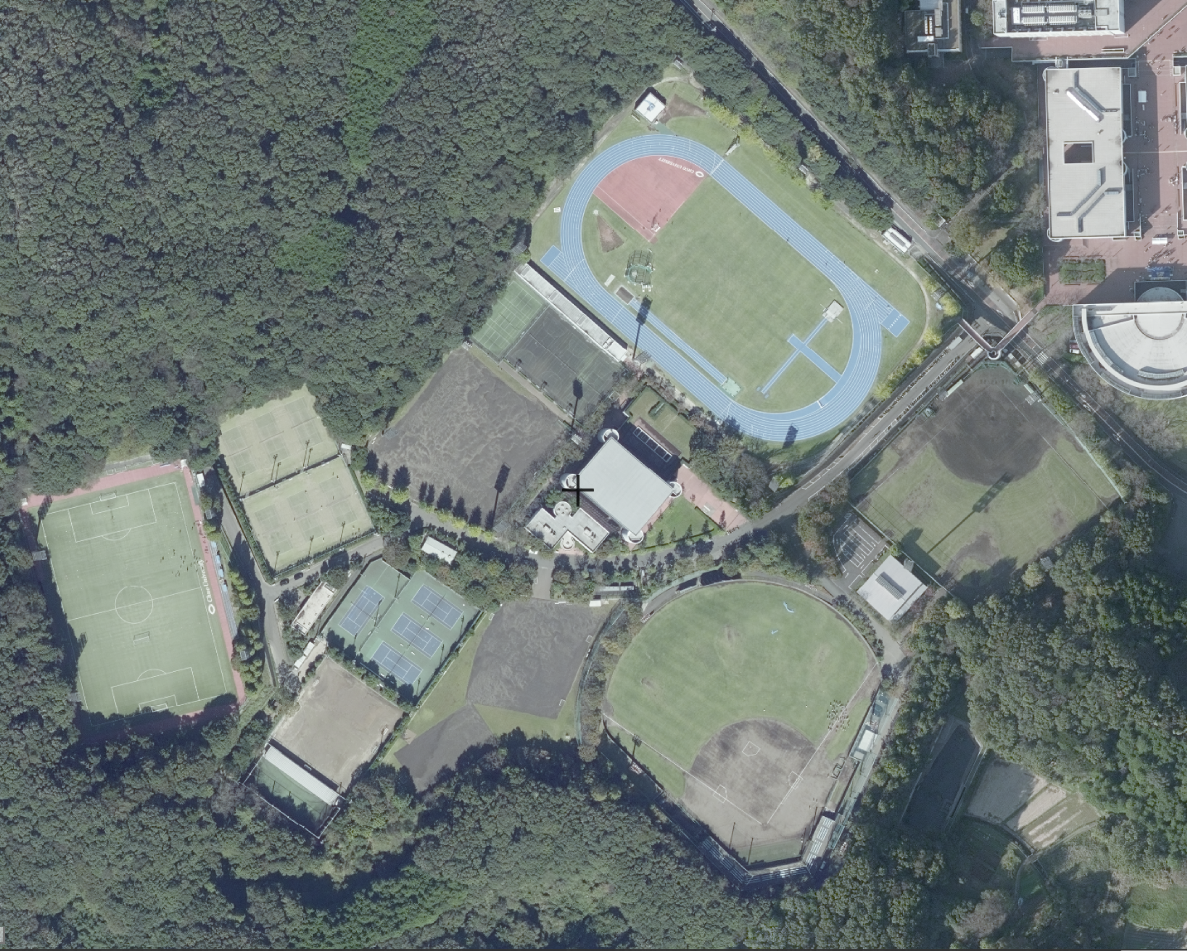
多摩キャンパスの運動施設

- 第一体育館：大規模な体育館で、内部には武道場など様々な施設がある。アリーナでは、入学式や卒業式も行われる。
- 第二体育館：屋内プールがある。
- 陸上競技場
- 屋外プール
- 馬場
- ラグビー場（アメリカンフットボール場、ラクロス場としても使用）
- サッカーコート
- テニスコート
- 軟式・硬式野球場
- 弓道場
- 射撃場

### その他施設
- 桜広場：正門から続く坂の中ほどにある広場。春には広大な敷地に桜が満開となり、学外からも毎年多くの花見客が訪れる、多摩地区有数の桜の名所である。
- 100周年記念ステージ：1985年設置。駿河台キャンパスの南門（旧正門）と校舎（2号館入口）を移築してさくら広場内に作られた。
- 青年の像：本郷新作。1962年に駿河台キャンパスに設置された2人の青年の像。キャンパス移転時に11号館付近に移設。
- 将軍の孫像：北村西望作。Ｃスクエア付近に設置されている。
- テミス像：堤直美作。2006年に創立125周年に寄せて卒業生より寄贈された銅像である。中央階段付近に設置されている。
- 小野卓爾像：2007年にサッカー部が設置した部創設者の胸像。サッカー場に設置されている。
- 虚白庵：1996年に建設された茶室。学園祭シーズンには付近で野点が行われる。
- 金住（こんじん）稲荷：祭神は荼枳尼天。1979年に下柚木の永林寺住職によって入魂された祠で、江戸時代にこの地にあった金住院の名にちなんで名付けられた。毎年二月初午日に学長以下参列のもと例祭が行われ、1基ずつ鳥居を奉納している。1号館の裏山にある。
- エネルギーセンター：グリーンテラス脇、「FOREST GATEWAY CHUO」の下層部にある施設。かつては多摩キャンパス全体の主要な熱供給施設として灯油焚ボイラーを備え、2008年度の施設更新までキャンパス内に熱水を供給していた[10]。後年、「FOREST GATEWAY CHUO」の建設の際に煙突を撤去するなどの減築が行われた。
- ヒルトップ隧道：北門外側にあるトンネル、校門外ではあるが中央大学の敷地内である。
- 白門プロムナード：2003年に創立125周年記念事業の一環として建設された。モノレール駅（キャンパス東門）からグリーンテラス、Cスクエア、1号館、3号館へと平面（スロープ）でアクセスするペデストリアンデッキ。2007年には4号館への架橋が敷設され、迂回せずに直接移動できるよう改善された。これによりキャンパス内の各施設はほぼアップダウン無しで移動できるようになった。
- 駐車場：第一体育館東側、2号館西側、5～7号館北側道路上などが駐車場となっているが、いずれも教職員専用であり、学生は原則として利用できない。そのためキャンパス北側の民間駐車場が学生に利用されている。
- 駐輪場：正門南側、野球場周辺、中央大学・明星大学駅南側等に設置されている。自転車および原動機付自転車ならびに自動二輪車専用である。
- バスターミナル：正門外側にあるが中央大学の敷地内である。ここには芭巣亭（ばすてい）という名の食堂がある。ヒルトップ3Fにある芭巣亭（ヒルトップ店）の本店に相当する食堂であるが、モノレール開通後はバス利用する学生が大幅に減少したため、「行ったことがない」「その存在さえ知らない」という中大生も少なくない。
- 正門坂（定年坂）：正門から1号館前まで続く坂。「この坂がきつくなるようなら定年が近い」という意味で定年坂とも言われる。現在では東門利用者が大半のため、通行者は少ない。2010年に創立125周年記念事業の一環として再整備された。
- 中央大学内郵便局：キャンパス東門内のグリーンテラスの一角にあるが、ここへのアクセスはいったん校門外に出なくてはできない。多摩都市モノレール中央大学・明星大学駅前で利便性が高いため、近隣住民からの利用も多い。
- ビオトープ：2010年に創立125周年記念事業の一環として整備された。キャンパス内の自然の湧水を利用している。
- グローバル館・国際教育寮：モノレール駅付近の施設で、2020年に供用開始した。留学生との交流を通じてグローバル人材を育成することを目的とする寮（国際教育寮）および学内におけるグローバル教育の拠点（グローバル館）となる。
- ラバーズヒル：11号館前にある小高い丘。通称「ラバヒル」。

### キャンパスの特徴
- 多摩キャンパス完成時にはそのSF的な校舎群のデザインから「地球防衛軍」と呼ばれた[11]。
- 同キャンパスは、中大が白門と呼称されることから、建物はほぼ全てが白で統一されている。また、建物を結ぶ通路は赤レンガ張りが主である。なお、赤レンガ張りであるため雨天時は水はけが悪く、滑りやすい。
- キャンパス内の各教室にはそれぞれ番号が付されている。基本的には四桁で表されており、千の位は建物の号数、百の位は階数、下二桁は教室番号を示している。例えば「6104教室」の場合、6号館1階4番教室のことである。11号館の総合政策学部棟ではこの番号が五桁になり、「11430」（11号館4階30番教室）のような表示になる。
- 生協の品揃えが充実しており、食品、医薬品類、書籍、CD、電化製品、旅行代理店まで生活に必要なものはほぼ全て揃っている。ただし、かつてより書籍の取扱量は減ったほか、CD・DVDは売り場がなくなり予約や取寄注文を書籍売り場で扱っている。また、校地外の日野市程久保に眼鏡・コンタクトレンズ店を開設している[12]。八王子市堀之内にバイクショップも開設していたが、こちらは2018年2月28日で閉店した[13]。学生を対象にアパートの斡旋もおこなっており、子会社である(株)学園中央開発が管理している「C'sセントラルシリーズ」という中大生専用のアパートは特に人気がある。
- 同キャンパス建設費用は、建設当時の金額で約470億1232万円であった[14]。
- 1号館内には、多摩キャンパス竣工当時を再現した模型や旧校舎の写真パネル等がある。
- 正門から東門にかけての道路およびトンネル（中央大学隧道）は中央大学の所有地であったが、1999年に八王子市に移管され、市道となった。なお、中央大学隧道は3.3mの高さ制限がある。
- 門内の敷地と中央大学の所有地は必ずしも一致しない。門外の敷地に設置されているものとしては10号館、バスターミナル、駐輪場、ヒルトップ隧道などがある。
- 中央大学創立125周年記念事業で炎の塔、Cスクエアなどが新たに建設された。
- キャンパスが旧耐震基準の時期の建設であったため、2007年度から2010年度にかけて順次耐震補強工事が施工された。なおこれにあわせてアスベスト除去も行われた。費用は約107億円（後楽園・市ヶ谷キャンパス分含む）で、この4分の1は文部科学省からの補助金でまかなわれた。

## 茗荷谷・後楽園・駿河台・市ヶ谷田町の「都心キャンパス」新展開
少子化により首都圏の大学を中心に学生の獲得競争が過熱、アクセスが悪く通学に負担を要する郊外のキャンパスは敬遠される傾向にあることから、各大学で都心回帰の傾向が広まった。実際に東洋大学や共立女子大学が郊外のキャンパスを都心に移したところ、受験者数が急増するなど結果が表れた。そんな中で中央大学では「多摩キャンパスを都心に近づける会」なるサークルが存在するなど都心回帰の要望が高まっていた。
2015年に策定した、中長期事業計画「Chuo Vision 2025」では、都心への移転第一候補を法学部とし、後楽園キャンパスを中心とした都心回帰を示唆。当初は、法学部1年生を後楽園キャンパス・2年生～4年生を茗荷谷キャンパスに配置する予定であったが、2021年の理事会において法学部1～4年生を茗荷谷キャンパスに配置することに決定した（茗荷谷キャンパスは収容率がほぼ100％のキャンパスとなった）。
2019年度には「国際情報学部」を市ヶ谷田町キャンパスで開設した。新学部の設置は1993年の総合政策学部以来となる。
2023年4月、中央大学は「Chuo Vision 2025」に則り、都心に茗荷谷キャンパス・小石川キャンパス・駿河台キャンパスを開校。茗荷谷キャンパスに法学部が、駿河台キャンパスにロースクールとビジネス・スクールが入ることとなる。また、小石川キャンパスは法学部生を中心に体育施設として活用される。茗荷谷と駿河台が東京メトロ丸ノ内線で結ばれる近接エリアを形成し、ローアンドロ―の一体的な教育を提供することが可能となった。さらに、法学部・理工学部・国際情報学部の3学部共同開講科目「学問最前線」が設置され、文理融合教育も都心キャンパスで進展している。
都心展開に伴い、看板学部である法学部のさらなる発展が望まれている。

## 舞台となった作品や設定等
- 仮面ライダー第42話「悪魔の使者 怪奇ハエ男」（1972年1月15日） - 多摩キャンパス校舎建設工事が始まる3年前、現在の正門からペデストリアンデッキに向かう坂道や、トンネルの「中大隧道」などがロケ地に用いられた。その他、校舎完成以降も、様々なテレビドラマ等のロケ地に用いられた。
- げんしけん - 木尾士目による漫画作品。多摩キャンパスが舞台のモデルとなっている。中大にはマンガの掲載時には「現代視覚文化研究会」は存在していなかったが、現在は非公認サークルとして存在している。ただし、かつて多摩キャンパスに存在したサークル「現詩研（現代詩研究会）」とは関係なさそうである。
- ライアー×ライアー - 金田一蓮十郎による漫画作品。同様に多摩キャンパスが舞台のモデルとなっている。